# 航空同業陣線
航空同業陣線（英語：Hong Kong Aviation Staff Alliance，簡稱：HKASA）曾是一個香港航空業工會，屬職工盟屬會，此工會亦曾是香港唯一一個所有航空業界工種員工均能成為會員的工會。該工會於成立2週年當日——2022年2月20日宣佈因害怕被香港特別行政區政府以港區國安法打壓而正式解散並感謝支持者一直以來的信任及體諒。

## 成立背景
2019年8月，網民於香港國際機場發起集會。屬建制派的工聯會屬下七個航空相關工會發聲明，要求停止示威行動，認為示威行動為達到政治目的，以香港經濟命脈作賭注。發出聲明後，有人認為當時香港航空業界缺少代表民主派的工會發聲。另一方面，有航空公司疑因員工於私人社交平台發表反送中言論被解僱。再加上部份航空業工種人數較少，例如香港國際機場的航空控制塔只有百多名員工，難以組成工會。故此有網民於Telegram召集航空業人仕，組成航空同業陣線。
2020年8月，職工盟主席吳敏兒表示航空同業陣線有500至600名會員。當中涵蓋地勤、維修飛機人員、航空控制塔、機管局等員工。

## 事件

### 國泰航空武漢包機事件
2020年3月，國泰航空應香港政府要求派出包機，接載滯留武漢的港人返回香港。航空同業陣線就此事發起調查，發現逾九成航空從業員反對以包機形式接載港人返港，其中七成人反對以任何形式接載他們回港，擔心將2019冠狀病毒病病毒帶入香港。

### 全港罷工事件
2020年6月，二百萬三罷聯合陣線召集香港工會參與反對國安法罷工，發動跨工會公投
，目標罷工門檻為6萬票。航空同業陣線亦有參與罷工公投。最後因未達門檻而作罷。

## 政見
雖然航空同業陣線是因應香港反送中運動而成，但是有工會幹事於訪問中表示工會不會只針對民主運動及政府發聲，更希望與航空業界顧主對話，「永遠以爭取勞工權益為先」，例如爭取更好的工作環境及待遇。工會亦歡迎不同政治光譜人士加入爭取權益。工會主席陳嘉陽表示，工會並非盲目反對資方，他希望透過工會反映問題及勞方的難處。

### 2019冠狀病毒病香港疫情

#### 防疫基金
香港政府於2019冠狀病毒病疫情下推出「防疫抗疫基金」，協助企業繼續經營。國泰航空、香港航空、香港機場地勤服務有限公司等航空界企業均有獲得補助，當中國泰航空獲政府補貼4.58億元港幣，為獲得最多保就業補貼的集團。
2020年3月，航空同業陣線連同多個工會發表聯合聲明，批評基金只支援企業。而企業只會顧及營運成本，一面得到資助，另一面選擇裁員，不會與員工共度時艱。大會提議為失業僱員提供月薪八成的現金津貼，並向因各種原因而不獲支薪的僱員提供現金津貼。
時任航空同業陣線公關池耀崙會上指，香港政府及機管局推出10億港元的紓緩措施。當中只有5000萬港元培訓津貼予機場員工。他批評有關措施「不切實際」，要求直接現金補助。

#### 航空業防疫措施
2020年3月，時任航空同業陣線理事及公關池耀崙指，在3月中至末，由倫敦返港的41班國泰航空航班中，超過7成航班出現2019冠狀病毒病確診個案。又認為除空中服務員外，衛生車操作員、機艙清潔員、航班廚餘回收人員等機場工作人員均長期暴露病毒之下，促請政府向機場工作人員提供全套防護衣物及應對培訓。
同月，航空同業陣線發起從業員問卷調查，超過七成受訪航空業員工認為公司缺乏防疫措施。當中近九成受訪者表示，航空公司最基本的個人防護裝備均未供應充足，例如口罩。他們憂慮在缺乏足夠保護裝備的情況下，前線員工有可能暴露於受病毒污染的環境而感染2019冠狀病毒病，增加社區爆發風險。
4月，航空同業陣線聯同其他工會召開記者會，形容疫情已經達「戰時狀態」，並向政府提出將2019冠狀病毒病列入職業病、立法規定所有人士乘搭公共交通工具時須佩戴口罩及向前線員工提供充足防護裝備等訴求。

## 外部連結
- 航空同業陣線官方網站（页面存档备份，存于）
- 航空同業陣線Facebook專頁（页面存档备份，存于）
- 航空同業陣線Instagram賬戶